# Enric Banyuls
Enric Banyuls   (Corbera, 1954 - Corbera, 16 de gener de 2018) fon un artiste multidisciplinar corberà.
Banyuls estudià en la Facultat de Belles Arts de Sant Carles durant la dècada del 1970, en la qual ja defugia les convencions de l'època: el 1998 començà a experimentar amb el suport i els materials en obres abstractes en les quals foradava el llenç i afegia elements aliens a la pintura; intel·lectual ermità i allunyat del circuit comercial, la família conserva la major part de la seua obra.
Es considera que el seu art és poc pretensiós, que simplement pintava per despertar emocions.
Banyuls entrà a formar part d'Al Tall en 1993 en substitució de Montse Anfruns com a tenor: Vicent Torrent l'havia conegut uns anys abans, durant la gravació de les aurores de Corbera per a la Fonoteca de Materials, i també era concunyat de Ximo Caffarena; procedent d'una família vinculada al món de la música popular, Enric cantava i tocava la guitarra i el guitarró. Formà part de la formació fins a la seua dissolució el 2013.
Una càncer li impedí participar en la gira de despedida del grup, per a la qual l'hagué de substituir Miquel Gil; el diagnòstic de la malaltia coincidí amb l'escriptura d'unes memòries sobre la seua militància cultural i política abans i després de la transició democràtica espanyola, en les quals desgrana detalls de la seua biografia entre 1971 i 1987 com l'amistat amb José Montilla Aguilera durant el servici militar a Paterna, el pas per Germania Socialista, Esquerra Unida del País Valencià i Unitat del Poble Valencià i la pertinença als grups Amics-71 o el Teatre del Clarobscur.
Enric Banyuls morí el 16 de gener del 2018: el cantautor Pau Alabajos anuncià el traspàs en les xàrcies socials. El 5 d'abril de 2019, l'Ajuntament de Corbera li atorgà la insignia d'or a títol pòstum.